# 硬刺裸鲤
硬刺裸鲤（学名：Gymnocypris firmispinatus）为輻鰭魚綱鯉形目鲤科裸鲤属的鱼类，俗名硬刺松潘裸鲤。在中国，分布于云南丽江石鼓和中甸下桥头的金沙江支流硕多岗河和冲江河下游、维西澜沧江支流永春河等。该物种的模式产地在云南、石鼓。體長可達16.2公分。

## 扩展阅读
維基物種上的相關：硬刺裸鲤